# Station Yagi
Station Yagi (八木駅,  Yagi-eki) is een spoorwegstation in de Japanse stad Nantan in de prefectuur Kyoto. Het wordt aangedaan door de Sagano-lijn. Het station heeft twee sporen, gelegen aan twee zijperrons.

## Treindienst

### JR West
| 1 | ■ Sagano-lijn | richting Nijō en Kioto |
| 2 | ■ Sagano-lijn | richting Sonobe        |

## Geschiedenis
Het station werd in 1899 geopend. In 2009 werd het station vernieuwd. 

## Overig openbaar vervoer
Bussen van Keihan.

## Stationsomgeving
- Nantan-ziekenhuis
- 7-Eleven
- Autoweg 9

Kioto · Tambaguchi · Nijō · Emmachi · Hanazono · Uzumasa · Saga-Arashiyama · Hozukyō · Umahori · Kameoka · Namikawa · Chiyokawa · Yagi · Yoshitomi · Sonobe (>>San'in-lijn)